# Aker ASA
Aker ASA é companhia norueguesa de investimentos industriais, seus setores de atuação estão nas áreas de petróleo e gás, energia renovável e tecnologias verdes, software industrial, frutos do mar e biotecnologia marinha.
Foi fundada em 1841, quando a Akers Mekaniske Verksted foi fundada em Oslo e sua sede esta na cidade de Lysaker na Noruega.

## Empresas do grupo
| Nome                     | Posição acionária | Área de Atuação                                                 |
| ------------------------ | ----------------- | --------------------------------------------------------------- |
| Aker BP                  | 21,20%            | Maior empresa privada de produção de petróleo e gás da Noruega. |
| Aker Solutions           | 39,41%            | Construção e Engenharia para os setores de energia.             |
| Aker Horizons            | 67,25%            | Soluções em tecnologia verde para empresas.                     |
| Aker Biomarine           | 77,80%            | Soluções em biotecnologia marinha.                              |
| Cognite                  | 50,5%             | Softwares para industrias                                       |
| Aize                     | 67,6%             | Softwares para empresas de energia.                             |
| Solstad Offshore         | 32,9%             | Transporte marítimo offshore.                                   |
| Solstad Maritime Holding | 42,0%             | Serviços marítimos.                                             |